# Oribatula setosa
Oribatula setosa är en kvalsterart som beskrevs av Evans 1953. Oribatula setosa ingår i släktet Oribatula och familjen Oribatulidae. Inga underarter finns listade i Catalogue of Life.